# Утікач (оповідання)
«Утікач» (рос. Беглец) — оповідання А. П. Чехова, вперше опубліковане у 1887 році.

## Історія публікації й критика
Молодший брат письменника, Михайло Павлович Чехов, згадував, що оповідання «Втікач» писалося за враженням, отриманим письменником під час роботи в 1884 році практикантом в Чикинскій (Воскресенській) лікарні.
Оповідання А. П. Чехова «Утікач» написане в 1887 році, вперше опубліковане в 1887 році в «Петербурзької газеті» № 26 з підписом А. Чехонте, в 1889 році опубліковано в ілюстрованому календарі «Стоглав», увійшло до зібрання творів письменника, видаваного А. Ф. Марксом.
За життя Чехова оповідання перекладалося данською, німецькою, сербськохорватською, французькою і чеською мовами.
Твір оцінив Л. Н. Толстой. У 1889 році дочка письменника, Толстая, писала: «Татові дуже сподобався маленький нарис Чехова в календарі „Стоглав“, і він кілька разів його вголос читав». Д. П. Маковицкий записав думку Толстого: «Як це добре читати! Я іноді, коли зворушливо або смішно, хвилююся».
У 1893 році перекладачка Твероянская написала автору оповідання з Парижа (1893), що у французькому журналі «Revue des Deux Mondes» були надруковані її переклади оповідань «Гусєв» і «Втікач», які мали великий успіх.

## Сюжет
У семирічного селянського хлопчика Паші з Великодня боліла рука. Восени мати вирішила показати сина лікарю. Дорога до клініки була довга — вони йшли до світанку. У клініці було багато людей. Підійшла черга і Паші. Лікар оглянув болячку і вилаяв матір за те, що вона вчасно не відвела дитину до лікаря. Тепер у нього вже був хворий суглоб. Пашу залишили лікарні, щоб зробити йому операцію. Там хлопчика помістили в палату на трьох людей, переодягли, добре нагодували. Хлопчина ніколи не бачив такого гарного і чистого місця. Потім Паша гуляв по лікарні.
Вночі в лікарні в сусідній палаті помер пацієнт. Побачивши таке, Паша нажахався, знайшов вихід і вискочив з лікарні, однак далеко не втік. «Невідома сила стиснула його дихання, вдарила по ногах; він похитнувся і без тями повалився на сходи». Непритомну від страху і пережитого стресу дитину побачив лікар, що якраз не спав уночі, і привівши до тями, заніс до кімнати.